# Itirapina
Itirapina es un municipio brasileño del estado de São Paulo. Tiene una población estimada, en 2021, de 18 610 habitantes.
Se localiza a una latitud 22º15'10" sur y a una longitud 47º49'22" oeste, estando a una altitud de 770 metros.
- Posee un área de 564,60 km².
- El municipio posee un distrito: Itaqueri de la Sierra.

## Demografía
Datos del Censo - 2000
Población total: 12.836
- Urbana: 11.178
- Rural: 1.658
- Hombres: 7.146
- Mujeres: 5.690

Densidad demográfica (hab./km²): 22,75
Mortalidad infantil hasta 1 año (por mil): 18,70
Expectativa de vida (años): 69,77
Tasa de fertilidad (hijos por mujer): 2,55
Tasa de alfabetización: 91,69%
Índice de Desarrollo Humano (IDH-M): 0,783
- IDH-M Salario: 0,737
- IDH-M Longevidad: 0,746
- IDH-M Educación: 0,865

(Fuente: IPEADATA)

## Hidrografía
Su hidrografía es bastante variada.
- Río Pasa Cinco
- Río del Lobo
- Río Itaqueri
- Río Pirapitinga
- Río de la Cascada
- Río del Geraldo
- Río de las Perdizes

## Carreteras
- SP-225 - Carretera Engº Paulo Nilo Romano
- SP-310 - Carretera Washington Luís
- Carretera Municipal Ayrton Senna

## Administración
- Prefecto: Maria da Graça Zucchi Moraes (2019-2022)
- Viceprefecto: Antônio Rafael Sanches
- Presidente de la Cámara: Claudete de Oliveira

## Religión
El Cristianismo está presente en la ciudad de la siguiente manera:

### Iglesia Católica
La iglesia católica del municipio forma parte de la Diócesis de São Carlos.

### Iglesia Protestante
En la ciudad están presentes las más diversas creencias evangélicas, principalmente pentecostales, incluidas las Asambleas de Dios de Brasil (la iglesia evangélica más grande del país), Congregación Cristiana, entre otras. Estas denominaciones están creciendo cada vez más en todo Brasil.